# Соборні послання
Соборні послання (англ. catholic epistles) — це послання з Нового Заповіту:
- Послання Якова,
- 1-ше послання Петра,
- 2-ге послання Петра,
- 1-ше послання Івана,
- 2-ге послання Івана,
- 3-тє послання Івана, та
- Послання Юди.